# Kostel svatého Ignáce z Loyoly (Chomutov)
Kostel svatého Ignáce z Loyoly je římskokatolický kostel zasvěcený svatému Ignáci v Chomutově. Stojí v jihovýchodním nároží náměstí 1. máje v areálu bývalé jezuitské koleje. Jako její součást je od roku 1958 zařazen mezi kulturní památky České republiky. Kostel spravuje město Chomutov a je filiálním kostelem Římskokatolické farnosti – děkanství Chomutov.

## Historie
Jezuity pozval do Chomutova Jiří Popel z Lobkovic, který zde chtěl založit gymnázium. V roce 1590 potom začala výstavba koleje. Její součástí byla provizorní kaple v budově tzv. špejcharu, kterou nahradil raně barokní kostel svatého Ignáce postavený se zbývající částí areálu v letech 1663–1671. Kaple potom byla změněna na divadelní sál. Stavbu vedl italský architekt Carlo Lurago. Hrubá stavba byla dokončena již v roce 1668, kdy jí požehnal pražský arcibiskup Matouš Ferdinand Sobek z Bílenberka, ale k vysvěcení došlo až o tři roky později.
Duchovní správci kostela byli nejprve chomutovští jezuité. Po jejich zrušení převzali duchovní správu kněží uvedení na stránce: Římskokatolická farnost – děkanství Chomutov.

## Stavební podoba

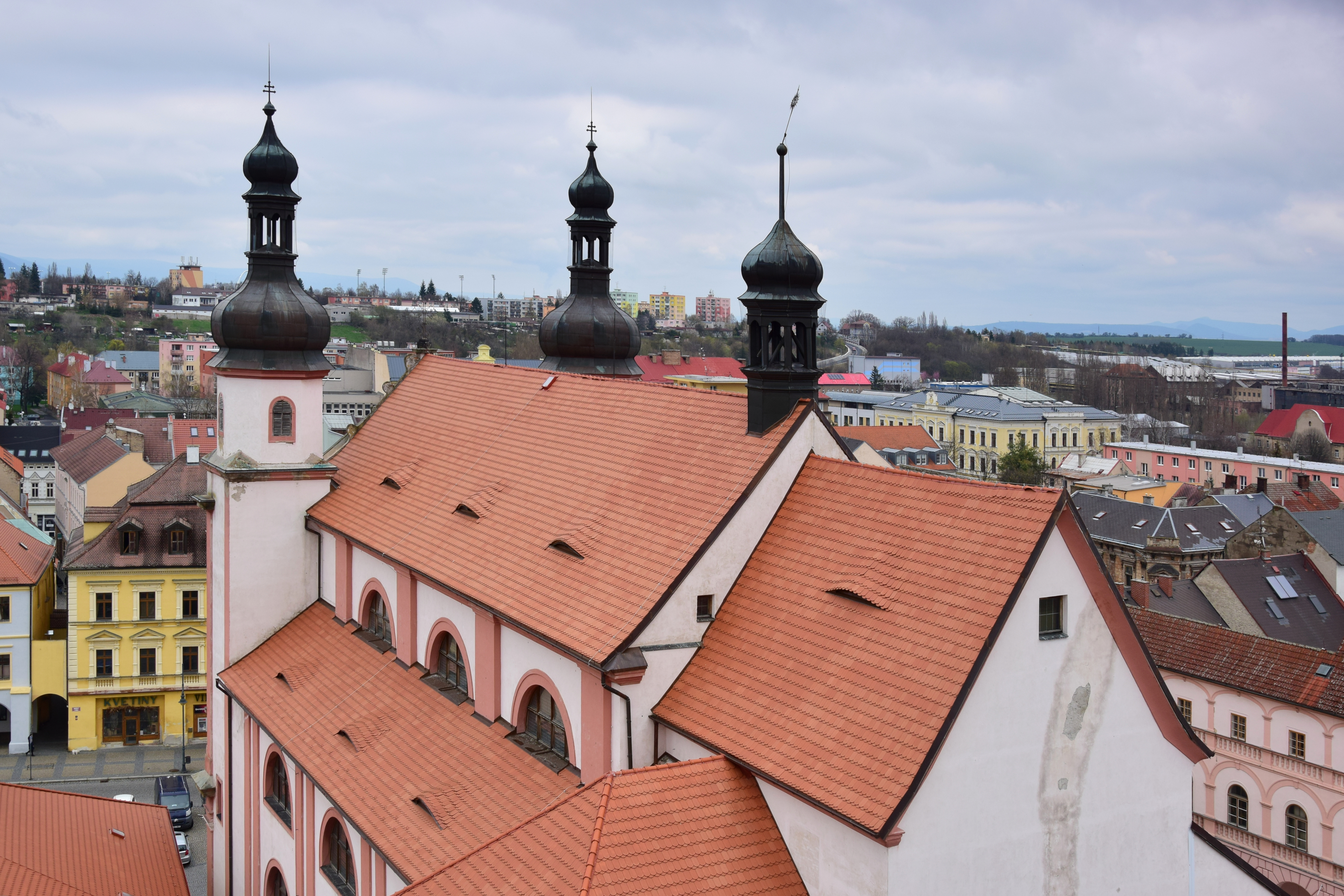
Střecha

Kostel je neorientované jednolodní stavba s dvouvěžovým průčelím, které je vizuálně rozděleno do dvou úrovní. Vyšší úroveň je rozdělena pilastry do tří částí. Nad ní se nachází plně vyvinuté kladí, které nese trojúhelníkový štít. Před spodní úroveň předstupuje portikus završený obloukovitým štítem, který kryje tři portály s dochovanými barokními dveřmi. Obě věže jsou v nejvyšší úrovni osmiboké a zastřešené cibulovou střechou s lucernou. Věžní okna ve střední části jsou obdélná s frontony a v horní části mají segmentové římsy. Boční strany jsou členěné lizénovými rámy a půlkruhovými okny. K závěru lodi jsou připojeny přístavky Božího hrobu, sakristie a oratoř.
Na vrcholovém oblouku portiku stojí pětice soch. Uprostřed je na podstavci s lobkovickým erbem socha Panny Marie. Po stranách se vlevo nachází sochy svatého Ignáce a svatého Jiří a vpravo sochy svatého Františka Xaverského a svatého Floriána. Také jejich podstavce jsou zdobené lobkovickými erby. Výjimku představuje podstavec pod sochou svatého Floriána, na kterém je městský znak.
Interiér kostela je klenutý valenými klenbami, stěny jsou členěny polosloupy. Hlavní loď je lemována neprůchozími kaplemi, nad kterými se nachází ochoz. Na něj se vstupuje točitými schodišti uvnitř věží. Pod presbytářem se nachází krypta.

## Vybavení
Barokní zařízení pochází z konce sedmnáctého století, ale oltářní obraz svatého Ignáce od Viléma Kandlera vznikl až ve druhé polovině devatenáctého století. Hlavní oltář zdobí sochy svatého Petra a Pavla.